# Ann Harding
Ann Harding (eredeti nevén Dorothy Gatley) (San Antonio, 1902. augusztus 7. – Los Angeles, 1981. szeptember 1.) Oscar-díjra jelölt amerikai színésznő, a harmincas évek kiváló művésze. Ismertető jele volt, hogy hosszú szőke haját mindig kontyba kötve viselte.

## Élete

### Vándor életmód
Harding Texas államban született, édesapja George Gatley katonatiszt volt, édesanyja Elisabeth Crabb. Hardingnak volt egy nővére is, akit Edithnek hívtak. Az apját gyakran áthelyezték más állomásra, ezért a család többször is költözött, laktak Illinois-ban, Kubában és Kentuckyban is. Harding ezen idő alatt tizenhárom különböző iskolába járt. Mikor a család letelepedett New Jersey-ben, Harding már majdnem túl volt a főiskolás évein. Az East Orange Középiskolában érettségizett, de az egyetemet nem tudta megengedni magának. Pennsylvaniában járt csak egy évet a Bryn Mawr Főiskolára, ahol drámát hallgatott. Itt színészkedett először Shakespeare Macbeth című darabjában, amiben Macduf szerepét kapta.

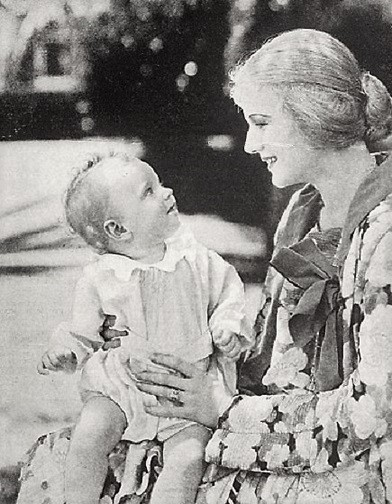
Harding kislányával, Jane-nel (1930 május)

Családját támogatva dolgozni kezdett, először egy biztosító társaságnál, majd egy filmgyártó cégnél, ahol a forgatókönyvekkel foglalkozott. 1921-ben debütált a Broadway színpadán a Like a Kingben. Óriási sikere két évvel rá következett a Tarnish című darabban. Harding a húszas években a színpadon maradt, 1927-ben újabb sikerét élte meg a Trial of Mary Dugan címszerepével, ami közel négyszáz előadást ért meg. 1926-ban férjhez ment Harry Bannisterhez, aki szintén színészként kereste kenyerét. Lányuk, Jane, 1929-ben született.

### Csalódva Hollywoodban
Harding Hollywoodba ment, amint szerződést kapott a Pathé Stúdiótól. Első filmes szerepét a Paris Bound című filmben kapta meg, majd felbukkant a Szökés az Ördögszigetről című produkcióban Ronald Colmannel az oldalán, az évet pedig a Her Private Affairrel zárta, amiben férjével, Bannisterrel szerepelt. A párosuk újra a filmvásznon volt a Girl of the Golden Westben egy évvel később, 1930-ban. Hardingot kiválasztották a Holiday főszerepére, amit Philip Barry regényéből adaptáltak. Harding játékát Oscar-díjra jelölték, de a díjat Marie Dressler nyerte a Min és Bill című filmmel. 1932-ben Leslie Howarddal láthatta őt a közönség az Animal Kingdomban, 1933-ban Robert Montgomery és Joan Crawford oldalán játszott a When Ladies Meetben. 1935-ben az Elvarázsolt április női színészgárdájának tagjait bővítette. A történet 1992-ben kapott egy másik adaptációt, amiben Miranda Richardsonra és Joan Plowrightra osztották a főszerepet.
Harding két legjobb filmjének az 1935-ös Álmok kertjét tartják Gary Cooperrel és az 1937-es Love from a Strangert Basil Rathbone-nal. Ezt követően szüneteltette karrierjét a csúnya válási per miatt, ami elhúzódott a gyermekfelügyeleti jog miatt. Az sem volt mellékes, hogy Harding neheztelt Hollywoodra: „Egyszerűen nem bírom azt az elképesztő otrombaságot, amit itt művelnek minden egyes filmmel.”

### Visszatérések

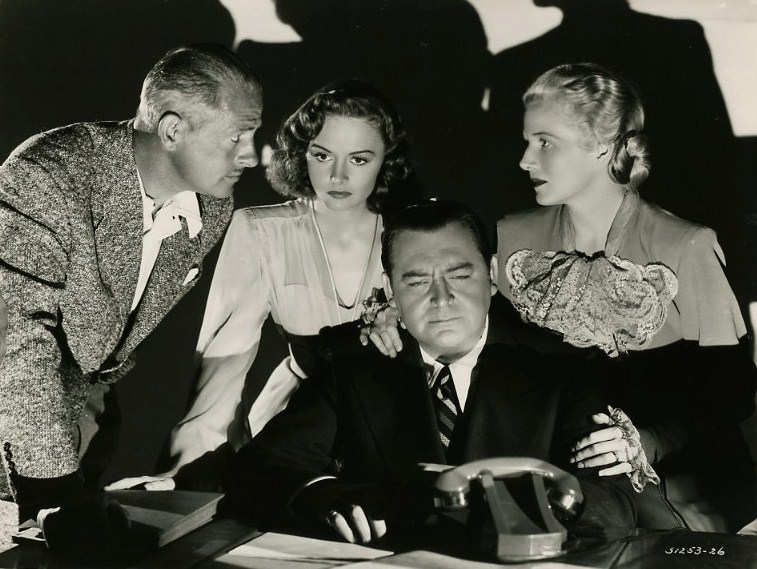
Eyes in the Night: balról jobbra Reginald Denny, Donna Reed, Edward Arnold és Harding

Harding 1937-ben férjhez ment Werner Janssen karmesterhez. 1942-ben tért vissza Hollywoodba, hogy férjét elkísérje, és három filmet is forgatott: Eyes in the Night, The North Star és Mission to Moscow. Egészen 1947-ig filmezett, ezt követően 1950-ig nem volt látható a mozivásznon. Harding már csak mellékszerepekkel tűnt fel, mint feleség vagy édesanya. 1951-ben a Magnificent Yankeesben Louis Calhern oldalán bukkant fel, újabb ötéves szünet után pedig Fredric March feleségeként volt látható A szürke öltönyös férfiben.
Az ötvenes évektől televíziós műsorokban szerepelt olyan nagyszerű színészekkel, mint Beulah Bondi, Dorothy Gish és Raymond Massey, és egészen a hatvanas évek közepéig színészkedett. Filmet többet már nem forgatott, de a színpadra még visszatért, hogy együtt adhasson elő George C. Scott-tal. 1962-ben elvált második férjétől, és végleg nyugdíjba vonult. A Harding iránti tisztelet és megbecsülés jeléül két csillagot kapott a Hollywood-i Hírességek sétányán mozgókép és televízió kategóriában. 1981-ben hunyt el hosszú betegeskedést követően az Angyalok Városában, Los Angelesben.

## Filmográfia

### Fellépései a Broadwayn[4]
- 1921: Like a King
- 1923-24: Tarnish
- 1924: Thoroughbreds
- 1925: Stolen Fruit
- 1926: Schweiger
- 1926-27: The Woman Disputed
- 1927-28: The Trial of Mary Dugan
- 1962: General Seeger
- 1964: Abraham Cochrane

### Filmek
| Év   | Cím                           | Szerep                  |
| ---- | ----------------------------- | ----------------------- |
| 1929 | Paris Bound                   | Mary Hutton             |
| 1929 | Her Private Affair            | Vera Kessler            |
| 1929 | Szökés az Ördögszigetről      | Madame Vidal            |
| 1930 | Holiday                       | Linda Seton             |
| 1930 | The Girl of the Golden West   | Minnie                  |
| 1931 | East Lynne                    | Lady Isabella           |
| 1931 | Devotion                      | Shirley Mortimer        |
| 1931 | Prestige                      | Therese Du Flos         |
| 1932 | Westward Passage              | Olivia                  |
| 1932 | The Conquerors                | Caroline Ogden Standish |
| 1932 | Ösztönlét                     | Daisy Sage              |
| 1933 | When Ladies Meet              | Clare Woodruf           |
| 1933 | Double Harness                | Joan Colby              |
| 1933 | Egy orvosnő naplója           | Dr. Margaret Simmons    |
| 1933 | A rajongó asszony             | Sally Wyndham           |
| 1934 | Egy asszony, akiről beszélnek | Vergie Winters          |
| 1934 | The Fountain                  | Julie von Marwitz       |
| 1935 | Biography of a Bachelor Girl  | Marion Forsythe         |
| 1935 | Elvarázsolt április           | Mrs. Lotty Wilkins      |
| 1935 | The Flame Within              | Dr. Mary White          |
| 1935 | Álmok kertje                  | Mary                    |
| 1936 | The Lady Consents             | Anne Talbot             |
| 1936 | The Witness Chair             | Paula Young             |
| 1937 | Love from a Stranger          | Carol Howard            |
| 1942 | Eyes in the Night             | Norma Lawry             |
| 1943 | Mission to Moscow             | Mrs. Marjorie Davies    |
| 1943 | The North Star                | Sophia Pavlov           |
| 1944 | Nine Girls                    | Gracie Thornton         |
| 1944 | Janie                         | Lucille Conway          |
| 1945 | Those Endearing Young Charms  | Mrs. Brandt             |
| 1946 | Janie Gets Married            | Lucille Conway          |
| 1947 | It Happened on Fifth Avenue   | Mary O'Connor           |
| 1947 | Christmas Eve                 | Matilda néni            |
| 1950 | Two Weeks with Love           | Katherine Robinson      |
| 1950 | The Magnificent Yankees       | Fanny Bowditch Holmes   |
| 1951 | The Unknown Man               | Stella Masen            |
| 1956 | A szürke öltönyös férfi       | Helen Hopkins           |
| 1956 | I've Lived Before             | Mrs. Jane Stone         |
| 1956 | Strange Intruder              | Mary Carmichael         |

### Televíziós sorozatok
| Év      | Cím                               | Szerep (zárójelben az évad (S) és/vagy az epizód (E) száma)                     |
| ------- | --------------------------------- | ------------------------------------------------------------------------------- |
| 1951    | The Bigelow Theatre               | édesanya (ismeretlen)                                                           |
| 1952    | Pulitzer Prize Playhouse          | Jane Carver (S2E04)                                                             |
| 1952    | Hollywood Opening Night           | ? (S2E04)                                                                       |
| 1953–54 | Schlitz Playhouse of Stars        | 1953: Nettie (S2E50) 1954: Julia Courtney (S3E27)                               |
| 1953–55 | The Ford Television Theatre       | 1953: ? (S1E36) 1955: Louise Potter (S3E35)                                     |
| 1954–55 | Lux Video Theatre                 | 1954: Henrietta Mekker (S4E28) és Nora Walling (S5E08) 1955: Cathy Cook (S5E35) |
| 1955    | Stage 7                           | Harriet Gates Adams (S1E11)                                                     |
| 1955    | Damon Runyon Theater              | Amelia (S1E08)                                                                  |
| 1955    | Crossroads                        | Hulda Lund (S1E04)                                                              |
| 1955    | Studio 57                         | Martha Halstead (S2E09)                                                         |
| 1955–56 | General Electric Theater          | 1955: ? (S4E01) 1956: Julia Courtney (S5E01)                                    |
| 1955–57 | Climax!                           | 1955: Lady Bertha Wetherby (S2E10) 1957: Mrs. Roach (S3E15)                     |
| 1955–57 | The 20th Century-Fox Hour         | 1955: Mrs. Apley (S1E04) 1957: Abigail Clay (S2E10)                             |
| 1955–58 | Matinee Theatre                   | 1955: Minnie Sweeney (S1E05) 1956: ? (S1E70) és ? (S1E103) 1958: ? (S3E86)      |
| 1956    | Front Row Center                  | Grammie (S2E02)                                                                 |
| 1956    | Playwrights '56                   | Augusta (S1E16)                                                                 |
| 1956    | Celebrity Playhouse               | ? (S1E32)                                                                       |
| 1957    | Cavalcade of America              | Mrs. Milgrim (S5E15)                                                            |
| 1957    | Kraft Television Theatre          | ? (S11E11)                                                                      |
| 1959    | The DuPont Show with June Allyson | Naomi (S1E1)                                                                    |
| 1960    | Sunday Showcase                   | idősebb Mrs. Oliver Wendell Holmes (S1E27)                                      |
| 1960    | Our American Heritage             | Amelia Holmes (S1E05)                                                           |
| 1960–61 | Play of the Week                  | 1960: Cora (S1E29) 1961: Mrs. Califer (S2E16)                                   |
| 1961    | Alfred Hitchcock Presents         | Sarah Hale (S7E12)                                                              |
| 1963    | The Defenders                     | Helen Bernard (S2E28)                                                           |
| 1963    | Armstrong Circle Theatre          | ? (S13E15)                                                                      |
| 1963    | Burke's Law                       | Annabelle Rogers (S1E02)                                                        |
| 1963    | The Eleventh Hour                 | Mrs. Green (S2E03)                                                              |
| 1964    | Dr. Kildare                       | Mae Priest (S3E18)                                                              |
| 1965    | Ben Casey                         | Edith Sommers (S5E05)                                                           |

## Díjak és jelölések
- 1931: Oscar-díj a legjobb női főszereplőnek (jelölés) – Holiday
- 1960: csillag a Hírességek sétányán televízió és mozgókép kategóriában